# Жмир Володимир Федорович
Володи́мир Фе́дорович Жмир (нар. 20 грудня 1936, Київ — 29 жовтня 2010, Київ) — український  філософ, соціолог, громадський діяч і дисидент, письменник, редактор наукових видань. Автор численних наукових праць і художніх творів (деякі в співавторстві з Юрієм Хорунжим).

## Життєпис
Народився в Києві в 1936 році. Зростав на Подолі. Роки війни провів у евакуаційному шпиталі, де працювали його батьки. Повернувшись у Київ дев'ятирічний хлопець через значні прогалини в науках почав навчання з першого класу. З 1952 навчався у Спецшколі Військово-повітряних сил, з 1955 — курсант Васильківського військового авіаційного училища.
Становлення молодого науковця та громадянина відбувалося в часи хрущовської відлиги. Захоплюється російською літературною класикою, філософією, пише вірші, організовує неофіційні поетичні гуртки. Відрахований з училища за «низкий моральный и идеологический уровень».
Повернувшись до Києва працює в технічних та інженерних закладах. Починає літературні студії, пробує здобути другу вищу освіту. Після кількох невдалих спроб вступу у зарахований на філософський факультет Київського Університету, який з відзнакою завершив 1969 року.
Учасник українського правозахисного руху. Зазнав гонінь за часів застою, у 1972 році був звільнений з Інституту філософії АН УРСР. Відтоді до 1988 працював завідувачем Головного інформаційно-обчислювального центру Мінавтотрансу УРСР, також в Інституті «ДержНДІпроект» Міністерства автотранспорту.
З початку 1970 розпочинає дописувати в наукові видання. Учасник групи укладачів Філософського словника 1973 року,
Продовжував активну громадську діяльність. Один із організаторів Товариства політв'язнів і репресованих України, учасник Установчих зборів Товариства. Учасник перших з'їздів Народного Руху, брав активну участь у діяльності УКК і Гельсінської спілки, співпрацював у написанні першого проекту Статуту Української республіканської партії, активний учасник українознавчого клубу «Спадщина».
У 1988–1990 завідувач відділу у Книжковій палаті УРСР, з 1990 по 2009 — заступник головного редактора часопису «Філософська і соціологічна думка», у 1992–1995 — головний редактор щоквартальника «Політологічні читання».
Одною з найцитованіших праць науковця є На шляху до себе: Історія становлення української національної свідомості. Але в доробку Володимира Федоровича роботи з широкого кола наукових проблем: історія, соціологія та філософія, політологія, соціальна психологія, соціальна робота та навіть інженерія, інформаційні системи.
Донька Володимира Жмира — мистецтвознавець Оксана Кунцевська, онука — Анастасія Кунцевська, викладач та психолог-практик.